# Nanoporos

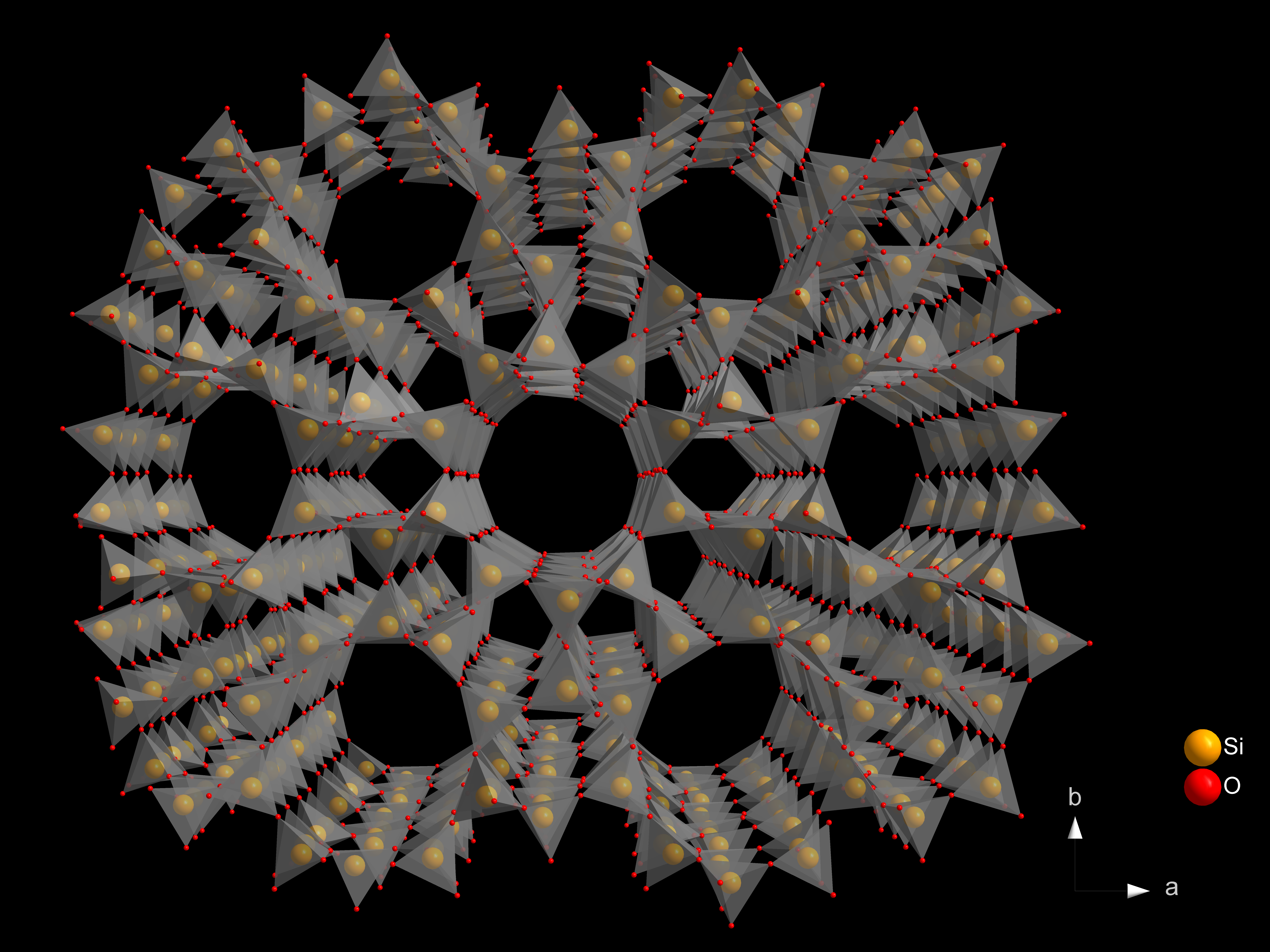
Exemplo de uma zeólita nanoporosa

Os materiais nanoporosos são materiais que contém poros (vazios). Esses consistem em estruturas orgânicas ou inorgânicas regulares que suportam uma estrutura porosa regular. Geralmente o tamanho dos poros são inferiores a 100 nm, esses podem ser subdivididos em três categorias segundo a União Internacional de Química Pura e Aplicada (IUPAC).
- Macroporosos: consistem em materiais cuja porosidade é superior a 50 nm, em geral fica entre 50 nm e 100 nm mas podem chegar até 1μm.[1]
- Mesoporosos: consistem em materiais cuja porosidade se encontra entre 2 nm  e 50 nm.[2]
- Microporosos: consistem em materiais cuja porosidade é inferior a 2 nm.[3]

Os grandes avanços tecnológicos associados aos nanoporos se dão devido à sua propriedade de adsorção, separação molecular e conversão catalítica. Todos esses processos ocorrem por transferência de massa. Essas propriedades são explicadas pelas Leis de Fick que relacionam o fluxo molecular (difusão) com o gradiente de concentração. A Primeira Lei de Fick explica a relação direta da difusão das moléculas de um meio de maior concentração para um de concentração, a Segunda Lei de Fick é a derivada da primeira e relaciona a difusividade com o tempo.
As propriedades dos materiais nanoporosos não são regidas apenas pelo arranjo estrutural de átomos no cristal, mas em sua maioria pela porosidade que contém e pela área de superfície específica. Essa materiais possuem porosidades com poros de dimensões controláveis que podem ser em escalas atômicas, moleculares ou nanométricas, que lhes permitem interagir de modo diferenciado, mais eficaz com seu ambiente.
O esqueleto estrutural desses materiais é frequentemente chamada de "matriz" ou "estrutura". Esses poros posteriormente podem ser preenchidos com um fluido (líquido ou gás), moléculas, átomos estruturas nanométrica.

### Classificação de nanoporos
Os nanoporos podem ser divididos e classificados em dois tipos: biológico e sólido.
- Biológico

	 São compostos naturais ou artificiais, chamados de canais transmembranares de proteínas, que podem ser modificados ao depender da sua aplicação e usados em técnicas biológicas de biologia molecular. ∝-Hemolysin, Mycobacterium smegmatis porin A (MspA) e  Bacteriophage phi29 são exemplos de nanoporo biológico e cada um tem uma função específica na área biológica.
- Sólido

	São substâncias inorgânicas e apresentam estabilidade química, térmica e mecânica, esses poros podem ser de nitreto de silício (Si3N4), dióxido de silício (SiO2), óxido de alumínio (Al2O3), nitreto de boro (BN). Algumas formas de produzir esses compostos são por método de moagem de íons por trilha e corrosão, técnicas de feixe de íons focalizado (FIB), o método de ablação a laser e litografia por feixe de elétrons.

## Exemplo de materiais nanoporosos
Existem muitos materiais nanoporosos tanto naturais quanto sintéticos, alguns exemplos desses materiais naturais são minerais, zeólitas e carvão ativado, exemplos da forma sintética temos MOF (Metal–organic frameworks ou redes metalorgânicas), COF (Covalent organic frameworks ou redes orgânicas covalente), cerâmicas, aerogéis, materiais pilarizados, vários polímeros, poros inorgânicos e silicatos.

## Aplicação
Atualmente esses materiais são conhecidos por serem tecnologicamente úteis para um amplo espectro de aplicações como: armazenamento e conversão de energia em células de combustível, células solares e baterias de íons de lítio, hidrogênio armazenamento, supercapacitores, catálise,  purificação de gás; separação, transporte de fármacos, biologia celular, remediação ambiental (descontaminação), dessalinização, purificação e separação de água, sensores, dispositivos ópticos entre outros.
A  aplicabilidade dos nanomateriais porosos depende muito do seu design, esse pode ser direcionado no nível atômico e molecular, esse direcionamento do design que controla a sua porosidade e consequentemente a área superficial. Os materiais nanoporosos podem ser sintetizados usando templates (modelos) orgânicos ou inorgânicos. A automontagem de templates orgânicos ou o tamanho de poro existente nos modelos inorgânicos são os fatores que controlam a porosidade do produto final.  Além do mais, os poros do tamanho de nanômetros podem ser utilizados para impregnar nanopartículas / proteínas / para criar híbridos multifuncionais de interesses práticos e científicos.
Outra aplicação é a funcionalização de argilominerais através da inserção química de moléculas orgânicas de interesse nas lamelas da argila. Dependendo do estudo em interesse, isso resultará em um composto com nova resistência mecânica e/ou térmica e/ou novas propriedades químicas, logo essa espécie estabelece um novo comportamento e função. Exemplos de utilização desses materiais são: melhora de eficiência de catalisador para oxidação de catechol por imobilização em argilominerais , remoção de radionuclídeos em soluções de resíduos nucleares, dentre outras aplicações semelhantes.
Devido às cavidades dos nanoporos, e por seus nanocanais, eles podem ser usados como filtro pois alguns compostos têm estrutura pilarareno e possuem unidades de anéis aromáticos, isso resulta em uma espécie rígida e cilíndrica e pela cavidade central possibilita a captura e bloqueio de íons específicos. Esses materiais podem ser aplicados, por exemplo, para criação de filtros para elementos de terras raras, esses elementos são presentes e essenciais em eletrônicos, LEDs e baterias, e possuem dificuldades associadas para separação e purificação, que podem ser minimizados com a utilização desse filtro
Os materiais porosos também são promissores para a adsorção de gases. Entre as aplicações referentes ao fenômeno de adsorção nesses sólidos, pode-se destacar o armazenamento de hidrogênio, gás natural, metano e a captura de CO2. 

## Caracterização

### Caracterização química
Por essa enorme gama de materiais há uma grande necessidade da sua caracterização e de suas propriedades estruturais e morfológicas. Para essa caracterização podem ser utilizadas diferentes  técnicas como: difração de raios-X (DRX), microscopia eletrônica de varredura de emissão de campo (FESEM) e microscopia eletrônica de transmissão (TEM).O estado de oxidação, a coordenação e as propriedades ópticas podem ser estudadas usando espectroscopia de absorção de raios X, espectroscopia UV-Vis, ressonância magnética nuclear (RMN) de estado sólido.
Para análises elementares de materiais nanoporosos, análises dispersivas de energia de X- raios (EDAX), espectrometria de massa de plasma indutivamente acoplada (ICP-MS), espectroscopia eletrônica de Auger (AES) e espectroscopia de fotoelétrons de raios X (XPS) são geralmente adotados, e a área de superfície e o tamanho dos poros são avaliados por isoterma de adsorção-dessorção de N2.

### Caracterização da porosidade
O comportamento do material poroso em relação ao fenômeno de adsorção é elucidado a partir das isotermas de adsorção (quantidade adsorvida em função da pressão). Existem diversas teorias que explicam a formação dessas isotermas, sendo a mais disseminada o método BET, que fornece uma orientação para a interpretação de isotermas de adsorção a fim de relacioná-las ao tipo de material poroso: 
Isoterma tipo I- materiais microporosos;
Isoterma tipo II- adsorventes não-porosos ou macroporosos;
Isotermas tipo III e V- não é perceptível a formação de multicamadas, indicando uma fraca interação entre adsorvente e adsorvato;
Isoterma tipo IV- materiais mesoporosos;
Isoterma tipo VI- a adsorção ocorre em uma superfície não porosa lisa (de camada em camada).

## Propriedades e sínteses de materiais nanoporosos
A estrutura, a morfologia, o tamanho dos poros (porosidade), área superficial específica, solubilidade, densidade, pH, hidrofobicidade, distribuição de carga, condutividade e atividade catalítica de materiais nanoporosos são propriedades que esse materiais podem apresentar. Todas essa propriedade podem ser moduladas e desenhada a parti do design de síntese ou técnicas de sínteses algumas dessa técnicas de sínteses são: a precipitação, sol-gel, hidrotermal e solvotérmica.

### Precipitação
A síntese de precipitação de materiais nanoporosos envolve a criação de um sólido a partir da solução. A síntese ocorre em uma solução líquida e o sólido formado é denominado  de "precipitado", enquanto o precursor que causa a formação de sólidos é chamado de "precipitante". A principal importância nessa síntese que não pode ter força de sedimentação  suficiente para unir as partículas sólidas, o precipitado permanece suspensa na solução.

### Sol-gel
O processo sol-gel diferentemente da precipitação ocorre por via coloidal que é efetivamente usada sintetizar materiais nanoporosos com um estágio intermediário conhecido como sol e/ou um estado de gel. Nesta técnica, uma solução coloidal conhecida como "sol" é formada e normalmente avança para um sistema difásico chamado gel, apresentando uma fase líquida e fase sólida pode variar de partículas discretas a contínuas redes poliméricas.

### Hidrotérmica
A síntese hidrotérmica é uma abordagem de reação baseada em solução realizada em autoclave ou microondas sintetizar  os materiais nanoporosos. Em um sentido mais amplo, esse método envolve levar uma síntese da temperatura ambiente para uma alta temperatura na qual o a morfologia dos materiais nanoporosos sintetizados pode ser controlada. O processo hidrotérmico a temperaturas elevadas fornece estabilidade para o material sintetizado.

### Solvotérmica
Outra variante da síntese baseada em solução é a solvotérmica, em que é preparada uma solução com os precursores do material e, comumente, uma mistura de solventes, que então é aquecida além da temperatura de ebulição, o que aumenta a pressão dentro do frasco. A rota solvotérmica permite um controle preciso sobre o tamanho, forma e cristalinidade dos materiais nanoporosos. Essas características pode ser alterado alterando certos parâmetros experimentais que incluem temperatura, tempo, tipo e concentração de solvente e surfactante.

### Outros métodos
Outro método simples e rápido de preparação de materiais altamente porosos, é a via de autocombustão em que alguns precursores atuam como comburente, enquanto outros como combustível. Em um experimento típico, uma solução aquosa homogênea solução contendo a mistura de reação necessária de comburente e combustível é mantida sob agitação constante em uma placa quente ao ar até secar. Posteriormente, o combustível inicia a reação de combustão em temperatura específica que resulta em porosidade e material nanocristalino esponjoso em forma de pó. O tamanho de partícula e poro pode ser controlado otimizando a concentração de combustível na mistura de reação.  A reação aqui é exotérmica, e o calor evoluído no processo de combustão é suficiente para a formação adequada da fase do material sintetizado.
Um outro método é  a pirólise por spray  uma técnica simples e eficaz para sintetizar filmes finos com morfologia porosa. Nesta técnica, soluções aquosas ou alcoólicas de precursores inorgânicos são pulverizadas sobre um substrato quente que depois se decompõe piroliticamente em um composto desejado na forma de filme fino, com excelente adesão. A espessura e a morfologia dos filmes porosos podem ser variadas através da manobra de vários parâmetros do processo, como molaridade da solução, temperatura do substrato, vazão do gás transportador, distância do bico de pulverização ao substrato.

## Avanços recentes e perspectivas
materiais nanoporosos tem a propriedade de deixar apenas certas substâncias passarem enquanto bloqueiam outras. Essa propriedade entre outras fez com que na última década ocorre-se um crescente interesse e esforço de pesquisa na síntese, caracterização, funcionalização, modelagem molecular e design de materiais nanoporosos. Os principais desafios da pesquisa incluem os aspectos fundamentais entendimento das relações estrutura-propriedade e projeto sob medida de nanoestruturas para propriedades e aplicações específicas. Os esforços de pesquisa nesse campo foram impulsionados pela gama de aplicações em emergentes áreas e o rápido crescimento, como biossensor, transporte de fármacos, separação de gases, armazenamento de energia e tecnologia de células de combustível, bioanálises, como no diagnóstico biomédico e no monitoramento de alimentos, como descontaminantes e qualidade ambiental, agentes antibacterianos na liberação de medicamentos, miméticos enzimáticos, biossensores, coadjuvante na terapia anticâncer,  nanocatálise e fotônica. Estes aplicações oferecem novas oportunidades interessantes para os cientistas desenvolverem novas estratégias e técnicas para a síntese e aplicações desses materiais.

Outra tecnologia são os filmes finos porosos estão atraindo enorme atenção devido à sua aplicabilidade em sensores de gás, dispositivos de conversão de produtos químicos e de energia, catálise e assim por diante. Nanomateriais com poros uniformes são outro material que vem atraindo os cientistas devido a uma alta relação superfície-volume produzindo grande quantidades de locais catalíticos para uma catálise eficiente devido a interação catalisador-alvo para catalisadores homogêneos imobilizados, enzimas, óticas não lineares, mediador constante dielétrico baixo. Materiais nanoporosos vem mostrando uma excelente aplicabilidade em várias áreas, essa aplicabilidade dos materiais mostra várias oportunidades criativas e exóticas  para pesquisadores e cientistas de desenvolver novas metodologias, estratégias e técnicas para sintetizar, utilizar, criar propriedade e aplicações  para os materiais nanoporosos.